# 江场路
江场路是中華人民共和國上海市靜安區一條東西走向道路，它西起共和新路，东至俞涇浦。道路全长1480米，宽12米至20米，车行道宽6.6米至14米。中華民国16年（1927年），道路东段修建，路名來自於江湾的第一個字和大场最後一個字。1970年和1990年，道路西段和中段修建。